# Коржавино (Владимирская область)
Коржавино — деревня в Муромском районе Владимирской области России, входит в состав Ковардицкого сельского поселения. 

## География
Деревня расположена на берегу реки Илевна в 6 км на юг от центра поселения села Ковардицы и в 7 км на запад от Мурома. 

## История
Деревня впервые упоминается в окладных книгах Рязанской епархии 1676 года в составе Васильевского прихода, в ней было 2 двора помещиковых и 6 дворов крестьянских.
В конце XIX — начале XX века деревня входила в состав Ковардицкой волости Муромского уезда, с 1926 года — в составе Муромской волости . В 1859 году в деревне числилось 16 дворов, в 1905 году — 30 дворов, в 1926 году — 44 двора.
С 1929 года деревня входила в состав Кольдинского сельсовета Муромского района, с 1940 года — в составе Стригинского сельсовета, с 2005 года — в составе Ковардицкого сельского поселения. 

## Население
| 1859 | 1905 | 1926 | 2002 | 2010 | 2012 | 2021 |
| ---- | ---- | ---- | ---- | ---- | ---- | ---- |
| 223  | ↘159 | ↗230 | ↘57  | ↗62  | ↘56  | ↗153 |